# 232 (szám)
A 232 (kétszázharminckettő) a 231 és 233 között található természetes szám.
Tízszögszám.